# ماری مینارد دالی
ماری مینارد دالی (۱۶ آوریل ۱۹۲۱– ۲۸ اکتبر ۲۰۰۳) یک بیوشیمیست آمریکایی بود. او اولین زن آمریکایی سیاه‌پوست در ایالات متحده بود که دکترای خود را در شیمی (اعطا شده توسط دانشگاه کلمبیا در سال ۱۹۴۷). به دست آورد دالی در چهار زمینه تحقیق نقش مهمی داشت: شیمی هیستونها، زیست‌ساخت پروتئین، روابط بین کلسترول و فشار خون بالا، و جذب کراتین فسفات توسط سلول‌های ماهیچه ای.
پدر دالی، ایوان سی دالی، از هند غربی بریتانیا مهاجرت کرده بود، کار به عنوان منشی پستی پیدا کرد و سرانجام با هلن پیج واشینگتن دی سی ازدواج کرد . آنها در نیویورک سکونت داشتند و ماری در کورونا به دنیا آمد و بزرگ شد. او غالباً در واشینگتن به مادربزرگ و مادربزرگ مادری خود می‌رفت و در آنجا می‌توانست دانشمندان و دستاوردهای آنها را در کتابخانه گسترده پدربزرگش بخواند. او به خصوص تحت تأثیر پل د کرویف شکارچیان 'ثانیه میکروب، یک کار که بخشی از تصمیم او برای تبدیل شدن به یک دانشمند را تحت تأثیر قرار می‌داد قرار گرفته بود.
علاقه دالی به علم نیز تحت تأثیر پدرش بود که با هدف تبدیل شدن به یک شیمی‌دان در دانشگاه کرنل شرکت کرده بود، اما به دلیل کمبود بودجه نتوانسته بود تحصیلات خود را تمام کند. دخترش با کسب دانش اکثریت شیمی، میراث پدر را ادامه داد. سالها بعد به افتخار او یک صندوق بورس دانشکده کوئینز را برای کمک به دانشجویان اقلیت در رشته‌های شیمی یا فیزیک افتتاح کرد.

## تحصیلات
دالی در دبیرستان هانتر، دبیرستان آزمایشگاهی برای دختران که توسط دانشکده هانتر اداره می‌شود، شرکت کرد، که در آنجا وی نیز به دنبال رشته شیمی تشویق شد. او سپس در دانشکده کوئینز، یک مدرسه کوچک و نسبتاً جدید در فلشینگ، نیویورک ثبت نام کرد. او از دانشکده کوئینز با لیسانس شیمی در سال ۱۹۴۲ فارغ‌التحصیل بود. پس از فارغ‌التحصیلی، او به عنوان یک دانشمند دانشکده کوئینز انتخاب شد، افتخاری که به ۲٫۵٪ دانشجویان کلاس فارغ‌التحصیل تعلق می‌گیرد.
کمبود نیروی کار و نیاز دانشمندان به حمایت از تلاش‌های جنگ باعث شد دالی بتواند از دانشگاه‌های نیویورک و کلمبیا برای تحصیلات دانشگاهی و دکتری به ترتیب درجه تحصیل کند.
دالی در حالی که در دانشگاه نیویورک برای مدرک کارشناسی ارشد شیمی خود، که در سال ۱۹۴۳ به پایان رساند، به عنوان دستیار آزمایشگاهی در دانشکده کوئینز کار کرد. او سپس استاد درس شیمی در دانشکده کوئینز شد و در برنامه دکترا در دانشگاه کلمبیا، جایی که تحت نظارت دکتر مری ال کالدول ثبت نام کرد. کالدول، که دارای دکترای تغذیه بود، به دالی کمک کرد تا کشف کند چگونه مواد شیمیایی تولید شده در بدن به هضم غذا کمک می‌کند. دالی پایان‌نامه ای تحت عنوان مطالعه محصولات تولید شده توسط عمل لوزالمعده آمیلاز را در نشاسته ذرت برای به دست آوردن دکترای خود در سال ۱۹۴۷به پایان رساند. اولین آمریکایی آفریقایی بود که دکترا را از دانشگاه کلمبیا دریافت کرد.

## حرفه
دالی به عنوان یک مربی علوم فیزیکی در دانشگاه هاوارد، از سال ۱۹۴۷ تا ۱۹۴۸و همزمان تحقیق را به سرپرستی هرمان برانسون انجام داد. وی پس از دریافت کمک هزینه انجمن سرطان آمریکا برای حمایت از تحقیقات بعد از دکتری، وی به دکتر AE میسکی در انستیتوی راکفلر، جایی که هسته سلول و اجزای تشکیل دهنده آن را مورد مطالعه قرار دادند، پیوست. در آن زمان، ساختار و عملکرد DNA هنوز درک نشده بود.
دالی در سال ۱۹۵۵ در دانشکده پزشکان و جراحان دانشگاه کلمبیا شروع به کار کرد. او با همکاری دکتر کوئنتین ب. دمینگ، متابولیسم شریانی را مورد مطالعه قرار داد. وی این کار را به عنوان استادیار بیوشیمی و پزشکی در دانشکده پزشکی آلبرت انیشتین در دانشگاه یشیوا ادامه داد، جایی که وی و دمینگ در سال ۱۹۶۰ به آنجا نقل مکان کردند. از سال ۱۹۵۸ تا ۱۹۶۳، دالی همچنین به عنوان محقق انجمن قلب آمریکا فعالیت داشت.
دالی از تدریس دانشجویان پزشکی لذت برد و به افزایش تعداد دانشجویان اقلیت ثبت نام شده در دانشکده‌های پزشکی سهم داشت. در سال ۱۹۷۱ به استادیار ارتقاء یافت.
در سال ۱۹۷۵ دالی یکی از ۳۰ زن دانشمند اقلیت بود که در نشستی خبری شرکت کرد و به بررسی چالشهای پیش روی زنان اقلیت در زمینه‌های STEM پرداخت. این نشست خبری توسط انجمن پیشبرد علوم آمریکا برگزار شد. این امر منجر به انتشار گزارش با عنوان «دوقلو»: بودن زن اقلیت در علم (۱۹۷۶) شد. توصیه‌هایی برای استخدام و حفظ دانشمندان زنان اقلیت ارائه شده‌است.
دالی به مدت دو سال عضو هیئت رئیسه معتبر دانشکده علوم نیویورک بود. بورس‌های تحصیلی دیگری که دالی در طول حرفه خود دریافت کرده‌است شامل انجمن سرطان آمریکا، انجمن پیشبرد علوم آمریکا، دانشکده علوم نیویورک و شورای آرتریوسکلروز انجمن قلب آمریکا است.
دالی توسط شورای تحقیقات بهداشت شهر نیویورک به عنوان یک دانشمند حرفه ای منصوب شد. دالی در سال ۱۹۸۶ از دانشکده پزشکی آلبرت انیشتین بازنشسته شد و در سال ۱۹۸۸ بورس تحصیلی برای رشته‌های شیمی و فیزیک آمریکایی آفریقایی در دانشکده کوئینز به یاد پدرش تأسیس کرد. در سال ۱۹۹۹، وی توسط انجمن فنی ملی به عنوان یکی از ۵۰ زن برتر علوم، مهندسی و فناوری شناخته شد.
ماری مینارد دالی کلارک در ۲۸ اکتبر ۲۰۰۳ درگذشت.
در تاریخ ۲۶ فوریه سال ۲۰۱۶، بنیانگذار مدرسه ای ابتدایی، آقای امانوئل کوک، اعلام کرد که این مدرسه به افتخار ساکن کوئین‌ها، «دانشکده عالی دکتر ماری م. دالی» نامگذاری کرد.

## پژوهش

### هیستونها
دالی به پروتئین‌های هسته ای علاقه خاصی داشت. او روشهایی را برای تقسیم مواد هسته ای و تعیین ترکیب آن تهیه کرد. جدا کردن مواد سلولی در تمام اجزای آن، بدون از بین رفتن یا از بین رفتن هر یک از آنها، ضروری بود.
او هیستونها، پروتئین‌های موجود در هسته سلولی را مورد مطالعه قرار داد و توانست ترکیب اسید آمینه بخش‌های مختلف هیستون را نشان دهد. وی اظهار داشت که هیستونها ترکیبی از اجزای اساسی مانند لیزین و آرژینین هستند. از آن زمان نشان داده شده‌است که هیستونها در بیان ژن دارای اهمیت هستند. اکنون کار دالی در زمینه هیستون‌ها اساسی است.

### پروتئین‌ها
دالی روش‌هایی را برای جدا کردن هسته بافت‌ها و اندازه‌گیری ترکیب پایه پورینها و پیریمیدینها در اسیدهای نوکلئیک دسوکسی پنتوز ایجاد کرد. وی از جمله موارد دیگر نتیجه گرفت که «هیچ پایه ای غیر از آدنین، گوانین، تیمین و سیتوزین در مقادیر قابل توجهی وجود نداشت.»
او در مورد سنتز پروتئین از جمله نقش ریبونوکلئوپروتئین سیتوپلاسمی در سنتز پروتئین تحقیق کرد. او با استفاده از اسید آمینه گلیسین حاوی نشاندار شده، قادر به اندازه‌گیری چگونگی تغییر متابولیسم پروتئین در شرایط تغذیه و گرسنه نبودن در موشها بود. این امر به او امکان می‌داد فعالیت کلی سیتوپلاسم را کنترل کند زیرا گلیسین پرتولید شده به درون هسته سلول گرفته می‌شود.
در سال ۱۹۵۳، واتسون و کریک ساختار DNA را توصیف کردند. واتسون با قبول جایزه نوبل برای این اثر در سال ۱۹۶۲، یکی از مقالات دالی را با عنوان «نقش ریبونوکلئوپروتئین در سنتز پروتئین» عنوان کرد که در کار وی نقش دارد. پس از سال ۱۹۵۳، زمینه تحقیقات هسته سلول با فرصت‌های تأمین اعتبار پر شد.

### کلسترول و فشار خون بالا
دالی و همکارانش برخی از اولین کارهای مربوط به رژیم غذایی را با سلامت سیستم‌های قلبی و گردش خون انجام دادند. آنها در مورد تأثیر کلسترول، شکر و سایر مواد مغذی تحقیق کردند. او اولین کسی بود که فهمید که فشار خون بالا پیشرو تصلب شرایین است، و اولین کسی که ارتباط بین کلسترول و شریان‌های گرفتگی را شناسایی کرد، یک کشف مهم در درک چگونگی وقوع حملات قلبی است.
او به خصوص در نحوه تأثیر فشار خون بالا بر سیستم گردش خون علاقه داشت. وی نشان داد که مصرف کلسترول بالا در رژیم غذایی منجر به گرفتگی عروق خون می‌شود و فشار خون بالا این اثر را تسریع می‌کند. وی تأثیر رژیم بر فشار خون بالا را مورد مطالعه قرار داد و دریافت که هم کلسترول و هم قند مربوط به فشار خون بالا هستند. وی با بررسی سالخوردگی، پیشنهاد کرد که هیپرتروفی عضلات صاف به دلیل پیری ممکن است نقش مهمی در فشار خون بالا و تصلب شرایین داشته باشد. دالی همچنین در زمینه تأثیرات دود سیگار بر روی ریه‌ها و فشار خون بالا یک تحقیق اولیه بود.

### کراتین
در دهه ۱۹۷۰، دالی شروع به مطالعه جذب کراتین توسط سلولهای ماهیچه ای کرد، یک موضوع مهم تحقیق در سیستم‌های بازیافت انرژی ماهیچه‌ها. «جذب کراتین توسط سلولهای کشت شده» (۱۹۸۰) شرایطی را توصیف کرد که تحت آن بافتهای عضلانی کراتین را به بهترین وجه جذب می‌کند.